# Olympic Green Archery Field
L'Olympic Green Archery Field (cinese semplificato: 北京奥林匹克公园射箭场; cinese tradizionale: 北京奧林匹克公園射箭場; Hanyu Pinyin: Běijīng Àolínpǐkè Gōngyuán Shèjiànchǎng) è stato uno degli otto luoghi temporanei per le Olimpiadi estive di Pechino 2008. Ha ospitato gli eventi del tiro con l'arco.
Il settore occupava 9,22 ettari e aveva una capacità di 5 000 posti. Dopo i Giochi olimpici è stato convertito in un parco.